# Begnagrad
Begnagrad je bila slovenska glasbena skupina, ki je izvajala avantgardno progresivno rock in jazz glasbo. Najbolj je znana po svojem debitantskem albumu Begnagrad iz leta 1982 – v recenziji na portalu AllMusic je bila skupina opisana kot »prvi slovenski kandidat za rock slavo, a nikoli ni bila opažena«.
Skupina je nastala leta 1975 v zasedbi Bratko Bibič, Bogo Pečnikar, Igor Muševič in Vlado Špindler, tri leta zatem pa je prenehala z delovanjem. Leta 1981 je ponovno začela biti aktivna, a tokrat brez Muševiča in Špindlerja. Namesto njiju so se skupini pridružili Nino de Gleria, Aleš Rendla in Boris Romih. V tej zasedbi so tudi posneli album Begnagrad, leto kasneje pa je tudi ta zasedba prenehala z delovanjem. Leta 1990 so izdali še album Jodlovska Urška, ki je bil posnet leta 1977 v originalni zasedbi in naj bi bil prvi album skupine, a iz neznanih razlogov takrat ni bil izdan. Tri leta kasneje so izdali še zadnji studijski izdelek, Tastare (Theoldwones), ki prav tako sestoji iz posnetkov iz leta 1977.
Njihova pesem "Coc'n rolla (Ljubljana ponoči)" je postala slavna na internetu, ko je bila leta 2013 uporabljena v posnetku "Garfielf" uporabnika z imenom PilotRedSun na YouTubu. Video je postal viralen spletni mem in je do junija 2018 zbral 7,8 milijonov ogledov.

## Člani
- Bratko Bibič — vokal, harmonika
- Bogo Pečnikar — klarinet
- Igor Muševič — bobni (1975–1978)
- Vlado Špindler — bas kitara (1975–1978)
- Nino de Gleria — bas kitara (1981–1983)
- Aleš Rendla — bobni, violina (1981–1983)
- Boris Romih — kitara (1981–1983)

## Diskografija
Studijski albumi
- Begnagrad (1982)
- Jodlovska Urška (1990)
- Tastare (Theoldwones) (1993)